# Фронт Морж
Фронт Морж (пол. Front Morges) — политический альянс центристских партий межвоенного периода в Польской Республике.

## История
Альянс был создан в 1936 году в швейцарской деревне Морж генералом Владиславом Сикорским и бывшим премьер-министром Игнацием Падеревским, активное участие в его деятельности приняли Юзеф Халлер, Войцех Корфанты и Кароль Попель.
Фронт Морж находился в оппозиции к режиму Санации, выступал за демократизацию Польши и улучшение отношений с Францией. Несмотря на невысокую популярность, он способствовал созданию в 1937 году Партии труда и политической основы для Правительства Польши в изгнании.